# 麻黃附子甘草湯
麻黃附子甘草湯，簡稱麻附甘草湯，本方出自《傷寒雜病論》。

## 主治
- 少陰病二三日無裏證。
- 石水、正水。[1]

## 方解
少陰病得之二三日，無裏證，表陽氣尚能抵抗寒邪。宜以炮附子補腎陽、炙甘草補中、麻黃發汗逐邪至表。